# Jesper Højer
Jesper Højer, auch Jesper Hojer oder Jesper Hoyer, (* 5. September 1978) ist ein dänischer Handelsmanager.

## Karriere
Ab 2014 war er bei Lidl zuständig für den Bereich Einkauf (Ausland), also Warenbeschaffung, Werbung und Marketing der Auslandsgesellschaften. Ab Mai 2015 verantwortete er den gesamten Einkaufsbereich. Zudem hatte er in den Niederlanden und in Deutschland verschiedene Führungspositionen inne; zum Beispiel war er CEO von Lidl Belgien. Von Februar 2017 bis April 2019 war er Vorstandsvorsitzender der deutschen Discount-Handelskette Lidl, die zur Schwarz-Gruppe gehört. Er folgte auf Sven Seidel.
Seit Ende 2019 ist er Vorsitzender des britischen Unternehmens Meatless Farm.